# 衛生部 (フランス軍)

ロゴ

フランス軍衛生部（えいせいぶ、Service de santé des armées、SSA）は、フランス軍の機関のひとつ。

## 概要
国防大臣の直轄機関として、軍に奉仕する医師・歯科医師・薬剤師・看護師等の養成。最新の治療体制の確立、医療・衛生に関する研究を主な任務とする。医学生はボルドー（ナヴァラ学校）とリヨン（サンタール学校）に所在する施設にて初級教育を受け、そののちにパリ5区に所在するヴァル・ド・グラース病院にて臨床訓練に臨む。歯科学、獣医学及び薬学も取り扱う。

## 組織
- フランス軍衛生学校

- ヴァル・ド・グラース病院（パリ市）
- レゴーニュタ・メス病院（モゼル県メス）
- ベジナ・サン・モン病院（ヴァル＝ド＝マルヌ県）
- ペルシ・ア・クラマール病院（オー＝ド＝セーヌ県）
- クレルモン・トネール・ア・ブレスト病院（フィニステール県）
- デジュネ・ア・リヨン病院（ローヌ県）
- ロベール・ピケ・ア・ボルドー病院（ジロンド県）
- ラヴラン・マルセイユ病院（ブーシュ＝デュ＝ローヌ県）
- サン・アン・トゥーロン病院（ヴァール県）